# Sobral do Campo
Sobral do Campo era una freguesia portuguesa del municipio de Castelo Branco, distrito de Castelo Branco.

## Localización
Situada en el margen derecho de la ribera de río Ramalhosa, dista de la sede del municipio cerca de 26 km. 

## Historia
El poblado data del período anterior a la formación como nación, viéndose señales o vestigios de romanización. Sobre el nombre de Sobral, se cree que proviene del entorno que rodea la freguesia. La nobleza rural se implantó en la freguesia: Casa Ribeiro do Rosário y da Casa Sarafana.
Estuvo encuadrada en el municipio de São Vicente da Beira antes de que este fuera suprimido, teniendo que pasar al de Castelo Branco en el año 1895.
Fue suprimida el 28 de enero de 2013, en aplicación de una resolución de la Asamblea de la República portuguesa promulgada el 16 de enero de 2013 al unirse con la freguesia de Ninho do Açor, formando la nueva freguesia de Ninho do Açor e Sobral do Campo.